# ビクトル・イバルボ
セグンド・ビクトル・イバルボ・ゲレーロ（Segundo Víctor Ibarbo Guerrero, 1990年5月19日 - ）は、コロンビア・カリ出身のプロサッカー選手。ポジションはフォワード。元コロンビア代表。

## クラブ経歴

### キャリア初期
2008年2月20日、17歳の時にエンビガドFC戦でデビュー。2009年1月に移籍金400万ドルでイタリア1部のウディネーゼ・カルチョへ6月から移籍することで契約をしたと報告されたが、最終段階で交渉が決裂となり、そのままアトレティコ・ナシオナルに残留することになった。

### カリアリ
アトレティコ・ナシオナルで2011前期リーグを制覇後にイタリア1部のウディネーゼとカリアリ・カルチョが獲得競争を繰り広げ、2011年7月4日に移籍金230万ドルでカリアリと契約し、9月7日のノヴァーラ・カルチョ戦で初出場を飾り、12月4日のカルチョ・カターニア戦でゴールライン際でボールを受け、ドリブルでニコラ・レグロッターリエとニコラス・スポッリのディフェンダー2人を交わして中央部に侵入すると、さらにゴールキーパーのマリアーノ・アンドゥハルを交わして無人のゴールにボールを流し込み、移籍後初得点を記録した。その後、ジェノアCFC戦と再度カターニア戦で得点を挙げ、移籍初年度の2011-12シーズンはリーグ戦全38試合3得点を記録した。
2年目は、2013年2月10日のACミラン戦 (1-1) で前半終了間際にダニエレ・コンティのフリーキックを体をひねりながら頭でクリスティアン・アッビアーティが守るゴールに突き刺し先制点を挙げた。2012-13シーズンは初得点を挙げるまで時間がかかったものの、3月10日のUCサンプドリア戦ではキャリア初のハットトリックを達成（セリエAでハットトリックを達成したコロンビア人選手としては、1993年9月19日のパルマFC対トリノFC戦でのファウスティーノ・アスプリージャ以来で2人目だった）。さらに、4月21日のSSCナポリ戦でセリエA通算8得点目を挙げたことでコロンビア人選手通算得点数でアスプリージャ、ルイス・ムリエル、イバン・コルドバに次ぐ4番目となった。
5月11日のユヴェントスFC戦では、ペナルティエリアの角でボールを受けると、一気に加速してクラウディオ・マルキジオとアンドレア・バルツァッリの間をすり抜け、マルコ・ストラーリが守るゴールにボールを押し込み、9連勝中の王者からの勝ち点獲得に貢献した。この単独突破からの得点は、リベリア代表のジョージ・ウェアのようだと複数メディアに評された（1996年のミラン対エラス・ヴェローナFC戦の得点を参照された）。

### ローマ
2015年2月1日、ASローマへレンタル移籍。買い取りオプション付きだったが、ローマはシーズン終了後に買い取りオプションを行使せず再び買い取りオプション付きでレンタルした。

### ワトフォード、アトレティコ・ナシオナル
夏の移籍期限満了ぎりぎりの2015年9月1日、ローマとのレンタル契約を解除し、プレミアリーグ・ワトフォードFCへレンタル移籍。しかしわずか4試合の出場にとどまり、2016年6月末のレンタル満了を待たずに退団となった。
2016年01月18日、古巣でもあるアトレティコ・ナシオナルにレンタル移籍。6月末まで在籍した。

### パナシナイコス
2016年6月30日、ギリシャ・スーパーリーグ・パナシナイコスFCにレンタルで加入するが、2017年1月末でレンタル移籍を満了し退団。一時的にカリアリに復帰した。

### サガン鳥栖
2017年3月15日、Jリーグ・サガン鳥栖へのレンタル移籍が発表された。期間は同年12月31日までの約8ヶ月半。リーグ戦10試合に出場したが得点を挙げることが出来ず（カップ戦で1得点）、同年6月30日付けで登録抹消となった。鳥栖との契約解除等についてのリリースは出されず、契約についてはレンタル元のカリアリと交渉が行われていると報じられ、7月28日に正式に鳥栖への完全移籍が発表された。シーズン後半は15試合で5得点を挙げた。翌2018年も鳥栖との契約を更新し、公式戦9試合で4得点をマークしていたが、6月29日のトレーニングで負傷。全治7ヶ月の左膝前十字靭帯断裂と診断され、7月23日に選手登録を抹消された。

### V·ファーレン長崎
2019年7月16日、V・ファーレン長崎への期限付き移籍が発表された。翌2020年、長崎に完全移籍した。

## 代表経歴
2007年からU-20代表に選出され、2009 南米ユース選手権に出場。2010年5月20日にエルナン・ダリオ・ゴメス監督の下で南アフリカ、ナイジェリアとの親善試合に向けてA代表に初招集され、5月27日にヨハネスブルグのFNBスタジアムでの南アフリカ戦で初出場を飾った。2013年11月15日のベルギーとの親善試合で代表初得点を挙げた。

## 人物・プレースタイル
スプリント能力に定評がある。フォワードが本職だが、瞬発力を活かすために攻撃的ミッドフィールダーとしてプレーすることも多く、その場合は縦に抜けてのクロスかカットインしてのシュートが持ち味である。また、体格、スピード、ボールコントロール能力、身体能力は同国の英雄であるファウスティーノ・アスプリージャと比較される。

## 所属クラブ
- 2008年 - 2011年 アトレティコ・ナシオナル
- 2011年 - 2017年7月 カリアリ・カルチョ
  - 2015年 ASローマ (期限付き移籍)
  - 2015年 - 2016年 ワトフォードFC (期限付き移籍)
  - 2016年 アトレティコ・ナシオナル (期限付き移籍)
  - 2016年 - 2017年 パナシナイコスFC (期限付き移籍)
  - 2017年 - 同年6月 サガン鳥栖 (期限付き移籍)
- 2017年7月 - 2019年 サガン鳥栖
  - 2019年7月 - 12月 V・ファーレン長崎 (期限付き移籍)
- 2020年 - 2022年 V・ファーレン長崎
- 2023年 - アメリカ・デ・カリ

## 個人成績
| クラブ成績   | クラブ成績     | クラブ成績   | リーグ | リーグ | カップ     | カップ     | リーグ杯 | リーグ杯 | 国際大会   | 国際大会   | 通算 | 通算 |
| シーズン     | クラブ         | リーグ       | 出場   | 得点   | 出場       | 得点       | 出場     | 得点     | 出場       | 得点       | 出場 | 得点 |
| コロンビア   | コロンビア     | コロンビア   | リーグ | リーグ | カップ     | カップ     | リーグ杯 | リーグ杯 | 南米       | 南米       | 通算 | 通算 |
| ------------ | -------------- | ------------ | ------ | ------ | ---------- | ---------- | -------- | -------- | ---------- | ---------- | ---- | ---- |
| 2008         | A・ナシオナル  | プリメーラA  | 16     | 0      | 0          | 0          | -        | -        | -          | -          | 16   | 0    |
| 2009         | A・ナシオナル  | プリメーラA  | 30     | 1      | 0          | 0          | -        | -        | -          | -          | 30   | 1    |
| 2010         | A・ナシオナル  | プリメーラA  | 40     | 3      | 0          | 0          | -        | -        | -          | -          | 40   | 3    |
| 2011         | A・ナシオナル  | プリメーラA  | 16     | 2      | 5          | 1          | -        | -        | -          | -          | 21   | 3    |
| イタリア     | イタリア       | イタリア     | リーグ | リーグ | イタリア杯 | イタリア杯 | リーグ杯 | リーグ杯 | ヨーロッパ | ヨーロッパ | 通算 | 通算 |
| 2011-12      | カリアリ       | セリエA      | 38     | 3      | 1          | 0          | -        | -        | -          | -          | 39   | 3    |
| 2012-13      | カリアリ       | セリエA      | 34     | 6      | 3          | 0          | -        | -        | -          | -          | 37   | 6    |
| 2013-14      | カリアリ       | セリエA      | 30     | 4      | 1          | 0          | -        | -        | -          | -          | 31   | 4    |
| 2014-15      | カリアリ       | セリエA      | 13     | 2      | 1          | 0          | -        | -        | -          | -          | 14   | 2    |
| 2014-15      | ローマ         | セリエA      | 10     | 0      | 1          | 0          | -        | -        | 0          | 0          | 11   | 0    |
| 2015-16      | ローマ         | セリエA      | 2      | 0      | 0          | 0          | -        | -        | 0          | 0          | 2    | 0    |
| イングランド | イングランド   | イングランド | リーグ | リーグ | FAカップ   | FAカップ   | FLカップ | FLカップ | ヨーロッパ | ヨーロッパ | 通算 | 通算 |
| 2015-16      | ワトフォード   | プレミア     | 4      | 0      | 0          | 0          | 0        | 0        | -          | -          | 4    | 0    |
| コロンビア   | コロンビア     | コロンビア   | リーグ | リーグ | カップ     | カップ     | リーグ杯 | リーグ杯 | 南米       | 南米       | 通算 | 通算 |
| 2016         | A・ナシオナル  | プリメーラA  | 11     | 1      | 0          | 0          | -        | -        | 8          | 2          | 13   | 2    |
| ギリシャ     | ギリシャ       | ギリシャ     | リーグ | リーグ | カップ     | カップ     | リーグ杯 | リーグ杯 | ヨーロッパ | ヨーロッパ | 通算 | 通算 |
| 2016-17      | パナシナイコス | GSL          | 6      | 0      | 2          | 0          | -        | -        | 9          | 3          | 15   | 3    |
| イタリア     | イタリア       | イタリア     | リーグ | リーグ | イタリア杯 | イタリア杯 | リーグ杯 | リーグ杯 | ヨーロッパ | ヨーロッパ | 通算 | 通算 |
| 2016-17      | カリアリ       | セリエA      | 3      | 0      | -          | -          | -        | -        | -          | -          | 3    | 0    |
| 日本         | 日本           | 日本         | リーグ | リーグ | 天皇杯     | 天皇杯     | リーグ杯 | リーグ杯 | アジア     | アジア     | 通算 | 通算 |
| 2017         | 鳥栖           | J1           | 25     | 5      | 1          | 0          | 3        | 1        | -          | -          | 29   | 6    |
| 2018         | 鳥栖           | J1           | 7      | 2      | 1          | 2          | 1        | 0        | -          | -          | 9    | 4    |
| 2019         | 鳥栖           | J1           | 3      | 0      | 1          | 1          | 2        | 0        | -          | -          | 6    | 1    |
| 2019         | 長崎           | J2           | 16     | 2      | -          | -          | -        | -        | -          | -          | 16   | 2    |
| 2020         | 長崎           | J2           | 22     | 3      | -          | -          | -        | -        | -          | -          | 22   | 3    |
| 2021         | 長崎           | J2           | 6      | 0      | 2          | 1          | -        | -        | -          | -          | 8    | 1    |
| 2022         | 長崎           | J2           | 7      | 0      | 0          | 0          | -        | -        | -          | -          | 7    | 0    |
| コロンビア   | コロンビア     | コロンビア   | リーグ | リーグ | カップ     | カップ     | リーグ杯 | リーグ杯 | 南米       | 南米       | 通算 | 通算 |
| 2023         | A・カリ        | プリメーラA  | 18     | 3      | 0          | 0          | -        | -        | -          | -          | 18   | 3    |
| 2024         | A・カリ        | プリメーラA  | 3      | 0      | 0          | 0          | -        | -        | -          | -          | 3    | 0    |
| 2024         | パルミラ       | プリメーラB  | 6      | 2      | -          | -          | -        | -        | -          | -          | 6    | 2    |
| 2025         | パルミラ       | プリメーラB  |        |        |            |            | -        | -        | -          | -          |      |      |
| 通算         | コロンビア     | コロンビア   | 131    | 10     | 5          | 1          | -        | -        | 8          | 2          | 126  | 10   |
| 通算         | イタリア       | イタリア     | 130    | 15     | 7          | 0          | -        | -        | 0          | 0          | 137  | 15   |
| 通算         | イングランド   | イングランド | 4      | 0      | 0          | 0          | 0        | 0        | -          | -          | 4    | 0    |
| 通算         | ギリシャ       | ギリシャ     | 6      | 0      | 2          | 0          | -        | -        | 9          | 3          | 17   | 3    |
| 通算         | 日本           | 日本         | 86     | 12     | 5          | 4          | 6        | 1        | -          | -          | 90   | 17   |
| 総通算       | 総通算         | 総通算       | 332    | 34     | 20         | 4          | 6        | 1        | 17         | 5          | 374  | 45   |

## 代表歴

### 出場大会
- コロンビア代表
  - 2014 FIFAワールドカップ

### 試合数
- 国際Aマッチ 15試合 1得点（2010年-2015年）[37]

| コロンビア代表 | 国際Aマッチ | 国際Aマッチ |
| 年             | 出場        | 得点        |
| -------------- | ----------- | ----------- |
| 2010           | 4           | 0           |
| 2011           | 0           | 0           |
| 2012           | 0           | 0           |
| 2013           | 2           | 1           |
| 2014           | 6           | 0           |
| 2015           | 3           | 0           |
| 通算           | 15          | 1           |

## タイトル
- Jリーグ・優秀選手賞：1回（2017年）